# E 11 (Emirati Arabi Uniti)
E 11 (in arabo شارع إ 11‎?) è la strada più lunga degli Emirati Arabi Uniti. Parte dalla città di Abu Dhabi e termina a Ras al-Khaima. Attraversa tutta la costa degli Emirati Arabi e lungo il Golfo Persico. La strada costituisce la principale via di comunicazione delle principali città e assume denominazioni diverse a seconda della nazione attraversata: Sheikh Maktoum Road ad Abu Dhabi, Sheikh Zayed Road a Dubai e Sheikh Muhammed bin Salem Road a Ras al-Khaima.

## Dubai-Abu Dhabi Highway

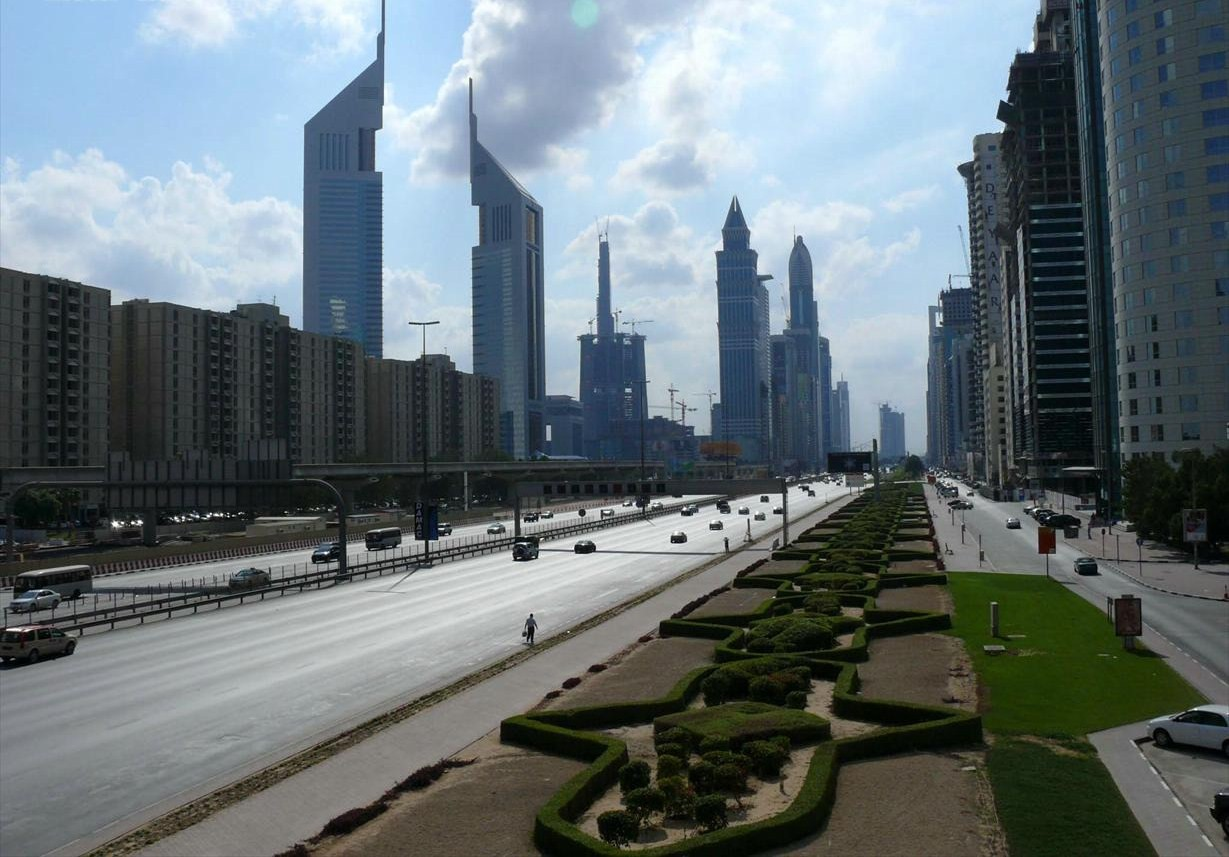
La E11 a Dubai

Dubai-Abu Dhabi Highway è il nome dato alla porzione di autostrada E 11 che collega i due più grandi centri degli Emirati Arabi Uniti, Abu Dhabi e Dubai. Il progetto è stato proposto dallo sceicco di Abu Dhabi e Dubai Sheikh Zayed. Nel 1971, il progetto è stato approvato e la costruzione è iniziata, terminando nel 1980, 9 anni dopo che è stato avviato. L'autostrada inizia nei pressi di Maqta Bridge.
L'autostrada, che rappresenta il percorso più utilizzato del mondo arabo, in larghezza varia tra i quattro e le sei corsie e dispone di 27 stazioni di servizio. Negli anni è stata anche teatro di numerosi incidenti (mediamente se ne verificano più di 25 ogni mese) e ciò ha portato all'installazione di sistemi radar per controllare la velocità il cui limite massimo è di 120 km/h.
A Dubai, la E 11 è nota come Sheikh Zayed Road (in arabo: شارع الشيخ زايد) e corre parallela alla linea di costa dal Trade Centre Roundabout fino al confine con l'emirato di Abu Dhabi, percorrendo 55 chilometri di distanza nella zona di Jebel Ali.
La strada, precedentemente nota come Defense Road, tra il 1993 e il 1998 è stata ampliata per un tratto di 30 chilometri.
La Sheikh Zayed Road, è sede della maggior parte dei grattacieli di Dubai, comprese la Emirates Office Tower, la Emirates Hotel Tower e il Burj Khalifa. L'autostrada collega anche altri nuovi luoghi, come Palm Jumeirah, Dubai Marina e Dubai Waterfront, ed è costeggiata dalla linea rossa della metropolitana di Dubai.